# Museum of Fine Arts (Houston)

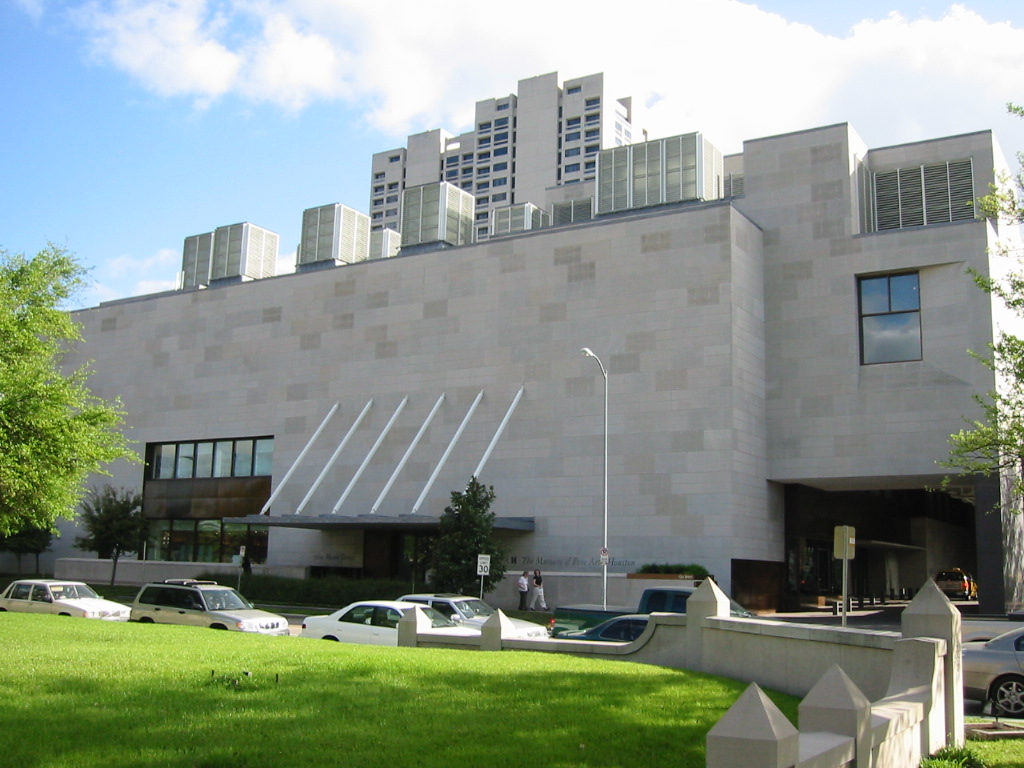
Het Audrey Jones Beck-gebouw

The Museum of Fine Arts, Houston of MFAH is een van de grootste kunstmusea in de Verenigde Staten, gelegen aan weerszijden van de Bissonnet Street in het Houston Museum District van Houston in de staat Texas.

## Geschiedenis
Aan de basis van het museum lag de oprichting in 1900 van de Houston Public School Art League. Een eigen gebouw kreeg men pas in 1924 met het door William Ward Watkin ontworpen museum. Het was het eerste kunstmuseum in de staat Texas. Reeds in 1926 werd het gebouw met twee vleugels uitgebreid. Door een forse groei van het aantal verworven kunstwerken was een verdere uitbreiding noodzakelijk. In 1953 werd hiertoe de Robert Lee Blaffer Wing geopend. In datzelfde jaar ontving Ludwig Mies van der Rohe opdracht een masterplan te ontwerpen voor verdere expansie. Vijf jaar later, in 1958, werd zijn nieuwbouw, de Cullinan Hall voor het publiek opengesteld. Verdere nieuwbouw werd opgeleverd in 1974 (het Brown Pavilion) en in 1992 een utiliteitsgebouw (het Rosine Building).
Een volgende bouwfase brak in 1992 aan met de opdracht aan architect Rafael Moneo het Audrey Jones Back Building te ontwerpen. Ook werd in 1994 een nieuw gebouw geopend ten behoeve van de Glassell Junior School of Art, ontworpen door Carlos Jimenez Architectural Design Studios. In 2000 herdacht het museum het honderdjarige bestaan en werd het Audrey Jones Beck-gebouw voor het publiek geopend.

## Locaties

### The Museum of Fine Arts, Houston
- Caroline Wiess Law Building - het oorspronkelijke gebouw uit 1924, alsmede de latere uitbreidingen van Mies van der Rohe uit 1958 en 1974.
- Audrey Jones Beck Building - ontworpen door de Spaanse architect Rafael Moneo uit 2000, waarmee het tentoonstellingsoppervlak werd verdubbeld.
- Glassell School of Art - gesticht in 1979 en gebouwd naar een ontwerp van architect S. I. Morris.
- Central Administration and Glassell Junior School of Art Building - biedt huisvesting aan de centrale administratie, alsmede de Glassell Junior School (uniek in de Verenigde Staten). Geopend in 1994 en ontworpen door de lokale architect Carlos Jimenez.

#### De collectie
De vaste collectie, die is verdeeld over de zeven locaties van het museum, telt meer dan 56.000 kunstwerken. Qua omvang van de expositieruimte (28.000 m²) is het museum de op vier na grootste van de Verenigde Staten.
De collectie omvat een breed spectrum: antieke kunst, Afrikaanse kunst, Aziatische kunst, precolumbiaanse kunst, Indiaanse kunst, Latijns-Amerikaanse kunst, Amerikaanse schilder- en beeldhouwkunst, Europese schilder- en beeldhouwkunst met Oude Meesters, Impressionisme en Post-impressionisme, moderne en hedendaagse kunst, toegepaste kunst, fotografie, grafiek en tekeningen, de Bayou Bend Collectie en de Rienzi Collectie.
De moderne kunst is vertegenwoordigd met werken van onder anderen Claude Monet, Pierre-Auguste Renoir, Paul Cézanne, Edgar Degas, Pablo Picasso, Camille Pissarro, Henri Matisse, Jackson Pollock, Andy Warhol en Donald Judd.
In 1996 verwierf het museum achttien werken van Jackson Pollock. Het bezit hiermee een van de rijkste collecties van werken van Pollock ter wereld.

#### Fotogalerij

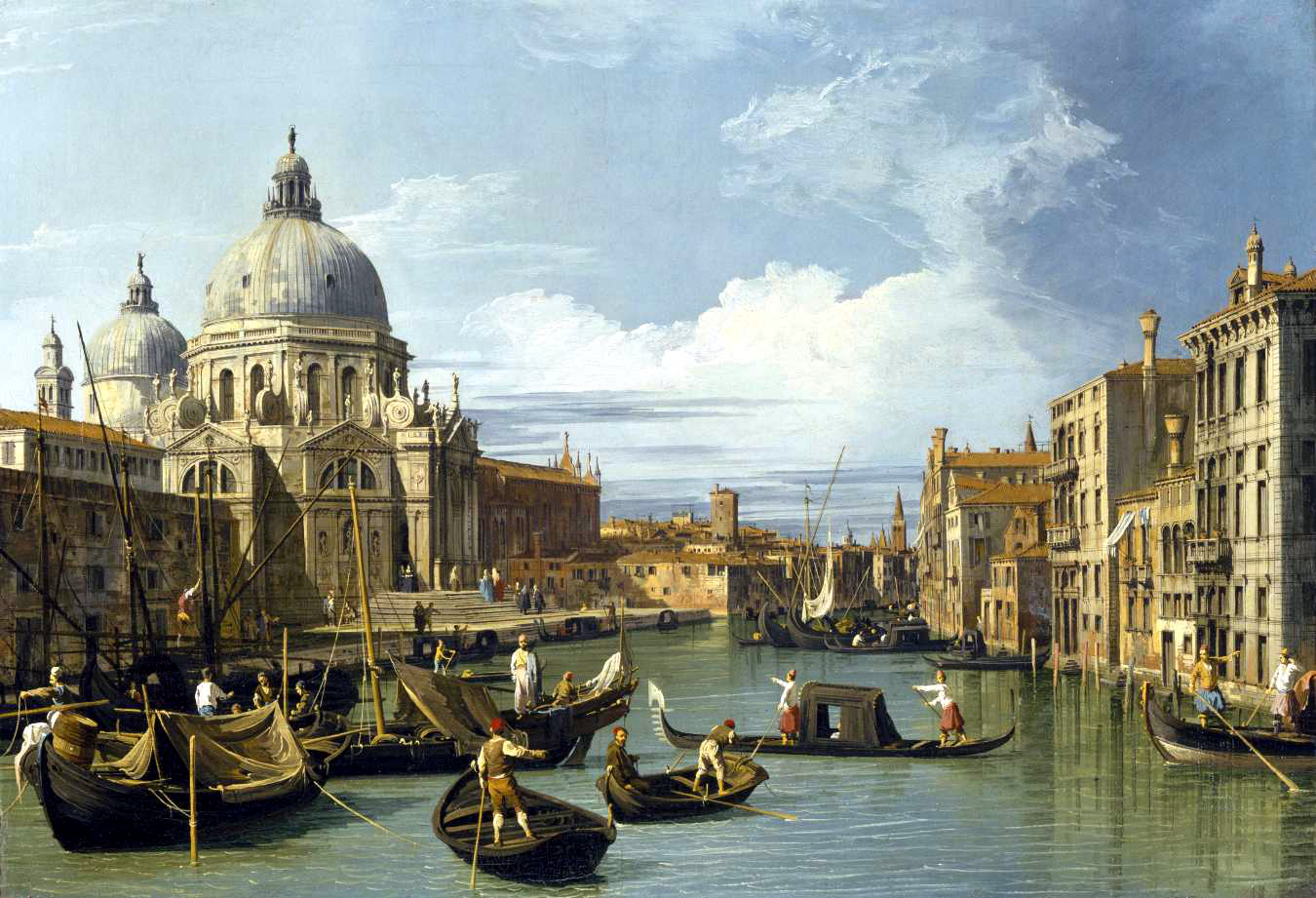
Canaletto: The Grand Canal and the Church of the Salute (1730)
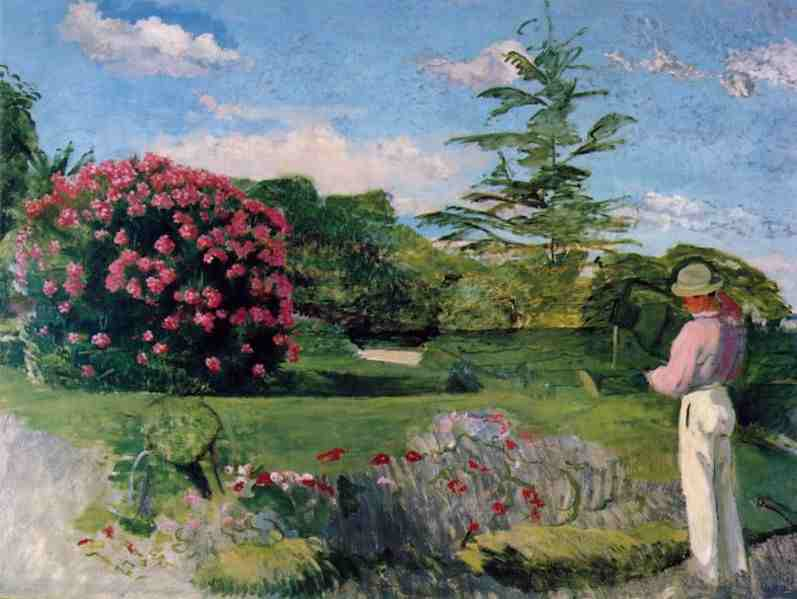
Frédéric Bazille: Le petit jardinier (1866/7)
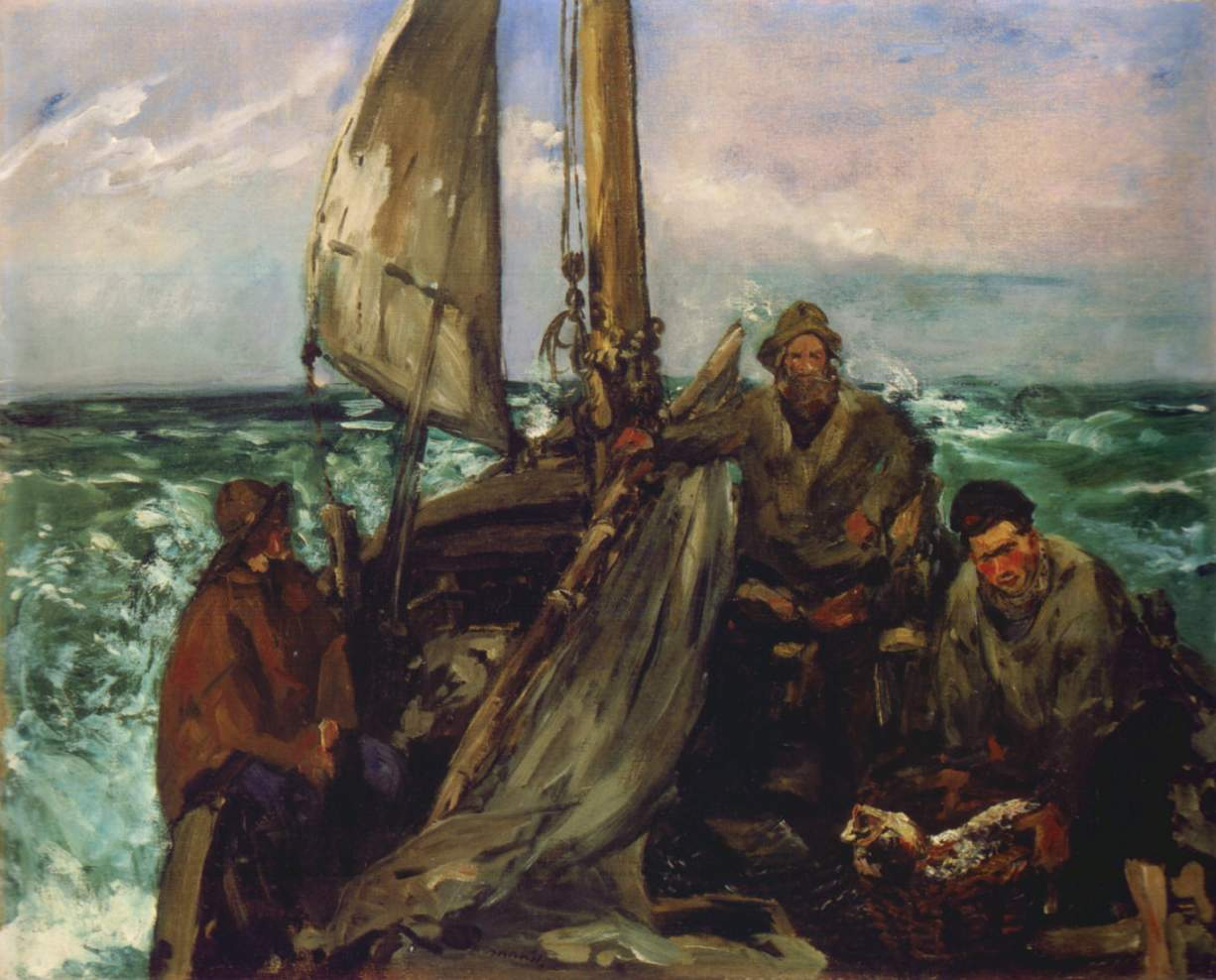
Édouard Manet: Les travailleurs de la mer (1873)

#### Beeldenpark
- The Lillie and Hugh Roy Cullen Sculpture Garden is een door Isamu Noguchi ontworpen beeldenpark

### Bayou Bend Collectie
- Bayou Bend Collection and Gardens - het woonhuis en de kunstcollectie van de filantropiste Ima Hogg uit Houston. Het huis, Bayou Bend aan Westcott Street 1 in Buffalo Bayou (Houston) op 8 km van de museumlocatie, is ontworpen door architect John F. Staub in 1928 en toont een van de beste collecties Amerikaanse schilderkunst, toegepaste kunst en design in de Verenigde Staten. Ima Hogg schonk het museum haar huis en collectie in 1957. Bayou Bend werd in 1966 voor het publiek opengesteld.

#### Fotogalerij Bayou Bend

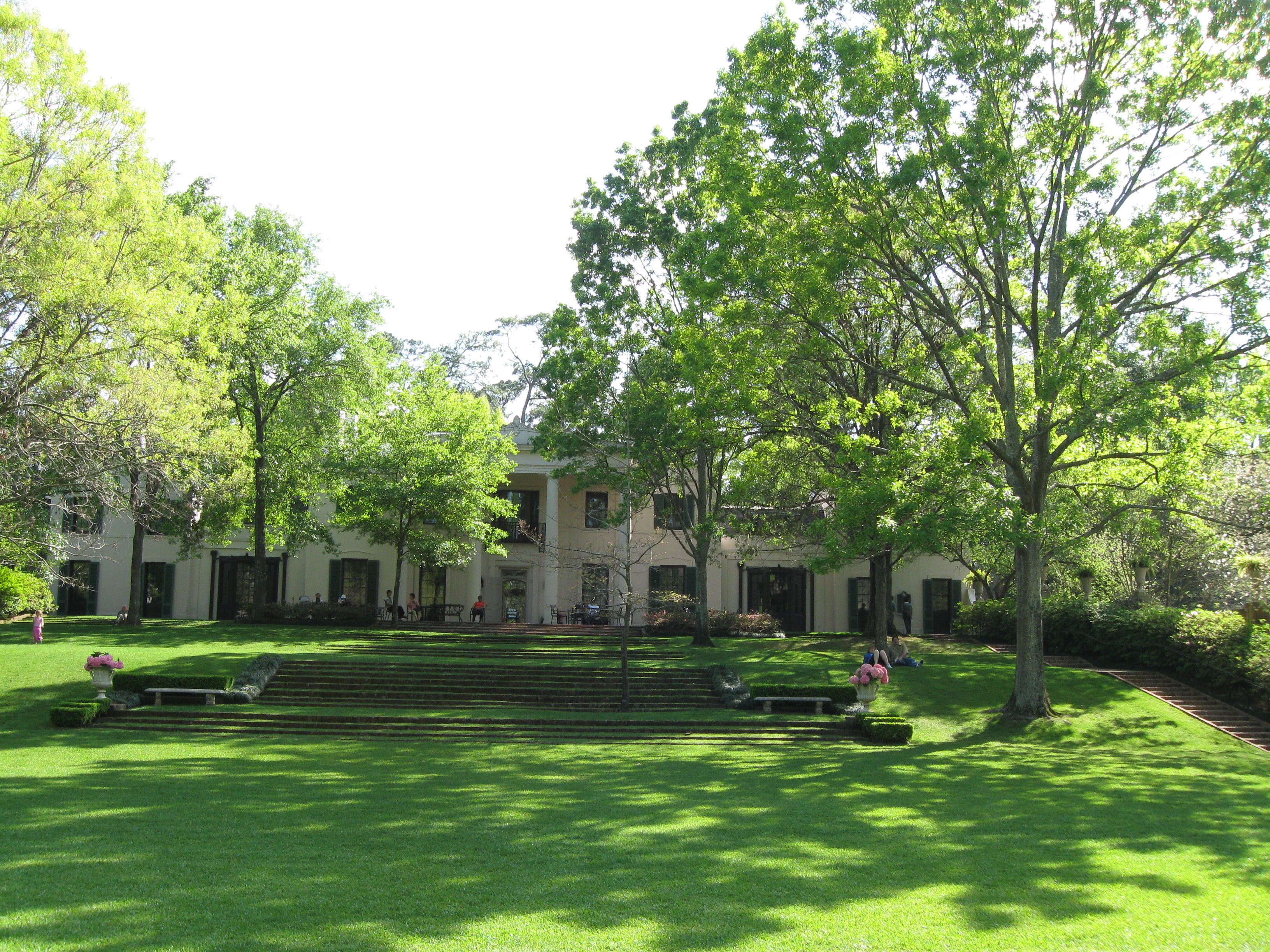
Bayou Bend in Buffalo Bayou
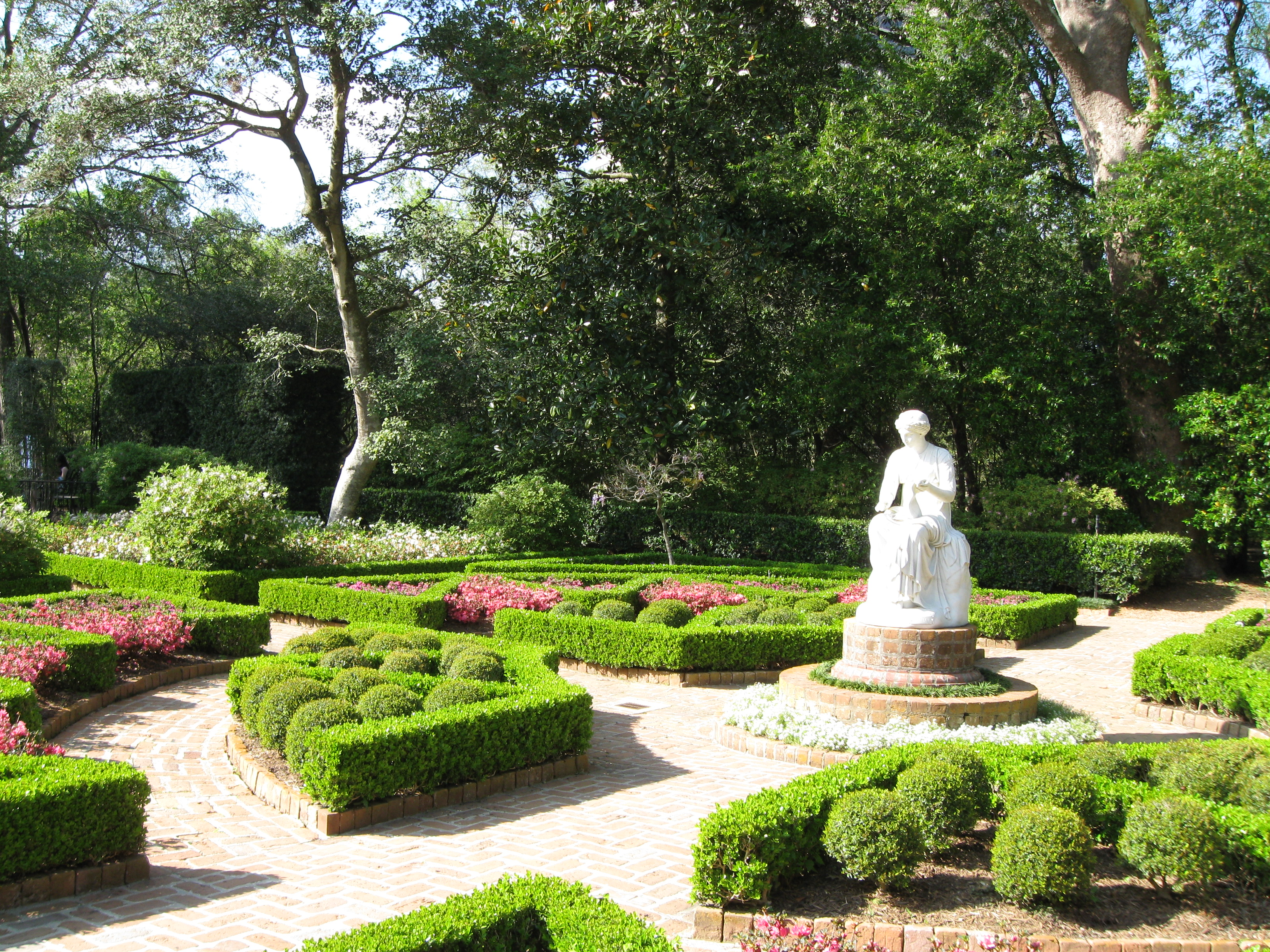
Bayou Bend Garden
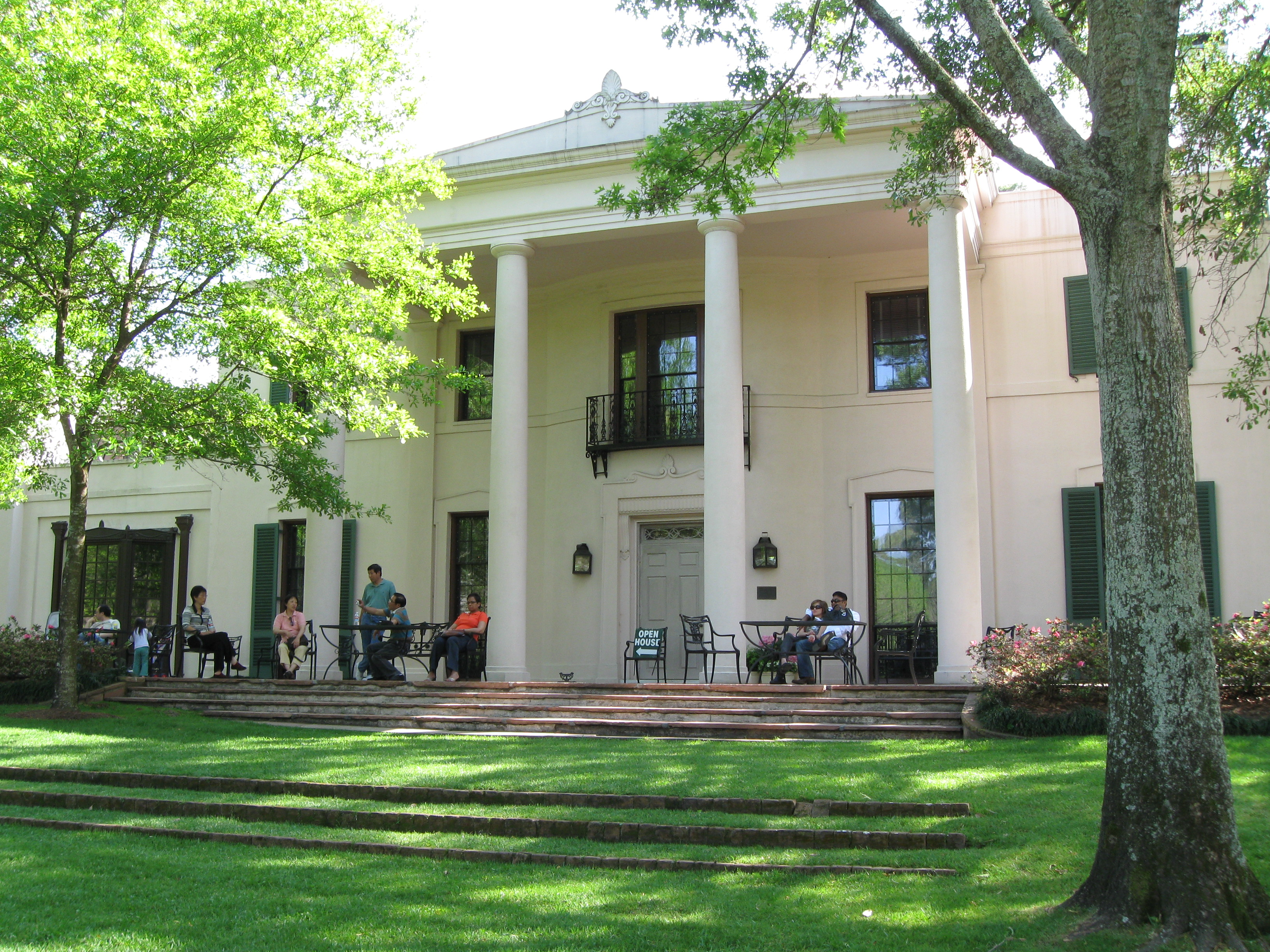
Bayou Bend Porch

### Rienzi Collectie
- Rienzi - het voormalige woonhuis, alsmede de collectie Europese toegepaste kunst en design van het echtpaar Carroll Sterling Masterson en Harris Masterson III aan de Kirkby Drive 1406 in Houston. Het werd in 1997, na de dood van Harris Masterson, nagelaten aan het Museum of Fine Arts en in 1999 voor het publiek opengesteld.